# オルガ・ブリズギナ
オルガ・ウラディキナ・ブリズギナ（ロシア語：Ольга Аркадьевна Брызгина (Владыкина)、1963年6月30日 - ）は、ソビエト連邦（現ウクライナ）の元陸上競技選手である。マリタ・コッホが47秒60の世界新記録を出した、1985年のIAAF陸上ワールドカップにおいて樹立した48秒27の自己記録は世界歴代4位の記録である。
ブリズギナは、1988年ソウルオリンピックにおける女子400mの金メダリストであり、1992年バルセロナオリンピックでも銀メダルを獲得している。またソウルオリンピックの4×400mRリレーではアンカーをつとめ3分15秒17の世界新記録を樹立した。この記録は2018年5月現在でも世界記録である。翌バルセロナ大会でも4×400mRリレーではEUNチームで金メダルを獲得した。
夫のヴィクトルと娘のエリザベタもオリンピックでメダルを獲得している陸上競技選手である。

## 主な実績
| 年   | 大会                             | 場所                           | 種目    | 結果 | 記録    |
| ---- | -------------------------------- | ------------------------------ | ------- | ---- | ------- |
| 1985 | IAAF陸上ワールドカップ           | キャンベラ（オーストラリア）   | 400m    | 2位  | 48.27   |
| 1985 | IAAF陸上ワールドカップ           | キャンベラ（オーストラリア）   | 4×400mR | 2位  | 3:20.60 |
| 1986 | ヨーロッパ陸上競技選手権大会     | シュトゥットガルト（西ドイツ） | 400m    | 2位  | 49.67   |
| 1987 | 世界陸上競技選手権大会           | ローマ（イタリア）             | 400m    | 1位  | 49.38   |
| 1987 | 世界陸上競技選手権大会           | ローマ（イタリア）             | 4×400mR | 2位  | 3:19.50 |
| 1988 | オリンピック                     | ソウル（大韓民国）             | 400m    | 1位  | 48.65   |
| 1988 | オリンピック                     | ソウル（大韓民国）             | 4×400mR | 1位  | 3:15.17 |
| 1991 | 世界陸上競技選手権大会           | 東京（日本）                   | 400m    | 4位  | 49.82   |
| 1991 | 世界陸上競技選手権大会           | 東京（日本）                   | 4×400mR | 1位  | 3:18.43 |
| 1992 | ヨーロッパ室内陸上競技選手権大会 | ジェノヴァ（イタリア）         | 400m    | 2位  | 51.48   |
| 1992 | オリンピック                     | バルセロナ（スペイン）         | 400m    | 2位  | 49.05   |
| 1992 | オリンピック                     | バルセロナ（スペイン）         | 4×400mR | 1位  | 3:20.20 |

## 自己ベスト
- 200m - 22.44 (1985年8月29日)
- 400m - 48.27 (1985年10月6日)